# Сисиньон, Иоганн Каспар фон
Иога́нн Каспа́р фон Сисиньо́н (люкс. Johan Caspar von Cicignon; 1625, Обервампах — 1696, Фредрикстад) — люксембургский военачальник и военный инженер. Бо́льшую часть жизни провёл на датско-норвежской службе.

## Биография
Уроженец Северного Люксембурга Иоганн фон Сисиньон стал офицером датской армии в 1657 году. В начале 1660-х годов он был назначен комендантом крепости Бергенхус в норвежском Бергене. В 1665 году он принимал участие в Вогенском сражении Второй англо-голландской войны, в котором гарнизон его крепости поддержал голландский торговый флот. В 1665 году Сисиньон отправился в Трондхейм, где возглавил восстановление города после пожара. Его работа оказала большое влияние на архитектурный облик города.

## Память
Памятники Иоганну фон Сисиньону установлены в его родном городе Обервампахе и Трондхейме.